# Gabriel Domecus
Gabriel Domecus (Vallejo, 28 dicembre 1994) è un ex pallavolista statunitense.
Giocava nei ruoli di schiacciatore e libero.

## Biografia
Gabriel Domecus nasce a Vallejo ed è il più giovane dei figli di Steve e Danette Domecus; i suoi fratelli si chiamano Brian, Jackie e Hillary. Sua madre ha giocato a pallavolo per la San Francisco State, dove suo padre invece ha giocato a pallacanestro. Nel 2013 si diploma alla St. Patrick-St. Vincent High School, mentre in seguito studia alla Ohio State University ambiente, economia, sviluppo e sostenibilità. 

## Carriera
Inizia la sua carriera a livello giovanile nel Diablo Valley, dove milita per sette annate, mentre in seguito gioca parallelamente per la St. Patrick-St. Vincent HS, allenata dalla madre. Dopo il diploma entra a far parte della squadra della Ohio State, impegnata in NCAA Division I, con la quale vince due titoli nazionali nel 2016 e nel 2017.
Nella stagione 2017-18 firma il suo primo contratto professionistico in Finlandia, disputando la Lentopallon Mestaruusliiga col Perungan Pojat, ritirandosi al termine del campionato. 

## Palmarès

### Club
- NCAA Division I: 2

2016, 2017